# Froukje

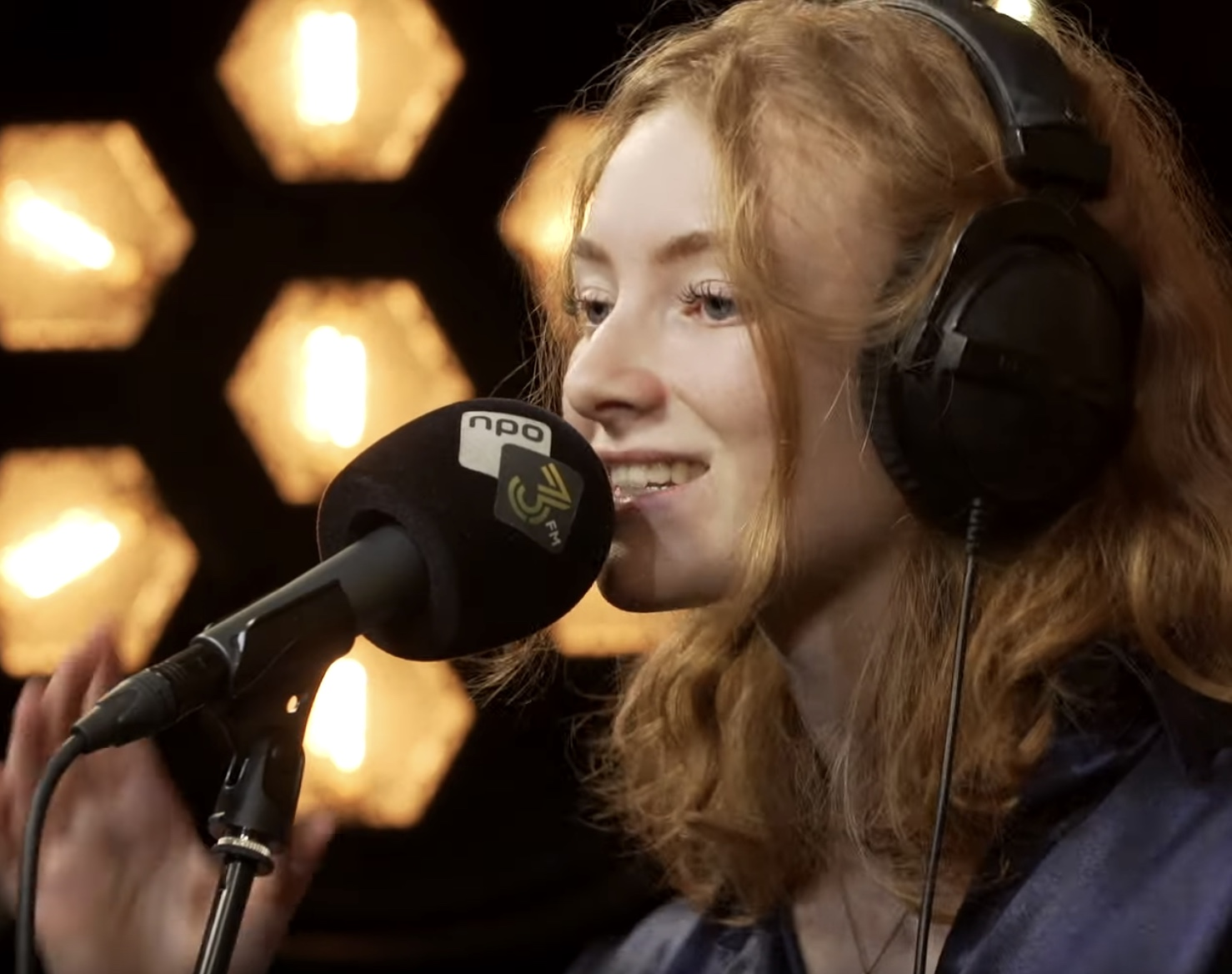
Froukje bei NPO 3FM (2020)

Froukje Veenstra (* 4. September 2001 in Nieuwkoop), bekannt als Froukje, ist eine niederländische Popmusikerin, die 2020 erste Erfolge hatte. 2024 erschien ihr Nummer-eins-Album Noodzakelijk verdriet.

## Biografie
Froukje Veenstra studierte in Rotterdam am Codarts Conservatorium Songwriting. Im Rahmen des Studiums schrieb sie den Song Groter dan ik über den Klimawandel. Sie stellte ihn online und er erschien auch auf der Plattform 3voor12 des nationalen Senders VPRO. Er erreichte über eine Million Abrufe. 2020 veröffentlichte sie erste Singles. Zu den persönlichen Themen, die sie in ihren Songs verarbeitet, gehört auch ihre Bisexualität. Sie fand in Top Notch ein Label und im Jahr darauf erschien dort Licht en donker, ein Minialbum mit 6 Songs. Auf Anhieb kam sie damit auf Platz 2 der niederländischen Charts. Außerdem brachte es ihr eine Auszeichnung mit dem wichtigsten niederländischen Musikpreis Edison in der Kategorie „Alternative“. Mit Ik wil dansen enthielt es auch einen kleineren Singlehit.
Im Jahr darauf folgte mit Uitzinnig ein weiteres Minialbum, das ihr eine zweite Top-5-Platzierung und einen zweiten Alternative-Edison brachte. Erfolgreichstes Lied des Albums war Zonder gesicht mit Gastsängerin S10. Froukje revanchierte sich mit einem Feature: Nooit meer spijt erschien auf dem Album Ik besta voor altijd zolang jij aan mij denkt von S10 und war der erste Top-40-Singlehit für Froukje.
Danach arbeitete sie an ihrem ersten großen Album. Noodzakelijk verdriet erschien Anfang 2024 und stieg auf Platz 1 der Charts ein. Es war eines der erfolgreichsten einheimischen Alben des Jahres und wurde für zwei Edisons nominiert. Mit Kwijt enthielt es auch ihren bis dahin größten Singlehit in den Top-100-Charts. In Flandern, dem niederländischsprachigen Teil Belgiens, war sie zuvor auch schon in den Charts gewesen, aber das Album war ihr erster großer Erfolg und erreichte in der regionalen Auswertung ebenfalls Platz 1.
Im Herbst arbeitete sie erneut mit S10 zusammen. Die gemeinsame Single Ik haat hem voor jou erreichte in den Top 40 Platz 11. Ein Album mit einer Liveaufnahme von der Albumtour zu Noodzakelijk verdriet vom Auftritt in Brüssel erschien gegen Ende des Jahres und kam in die Top 10.

## Diskografie

### Alben
| Jahr | Titel Musiklabel                | Höchstplatzierung, Gesamtwochen, AuszeichnungChartplatzierungen (Jahr, Titel, Musiklabel, Platzierungen, Wochen, Auszeichnungen, Anmerkungen) | Höchstplatzierung, Gesamtwochen, AuszeichnungChartplatzierungen (Jahr, Titel, Musiklabel, Platzierungen, Wochen, Auszeichnungen, Anmerkungen) | Anmerkungen                             |
| Jahr | Titel Musiklabel                | NL | BEF | Anmerkungen                             |
| ---- | ------------------------------- | --- | --- | --------------------------------------- |
| 2021 | Licht en donker TopNotch        | NL2 Gold · (15 Wo.)NL | BEF61 (3 Wo.)BEF | Erstveröffentlichung: 7. Januar 2021 EP |
| 2022 | Uitzinnig TopNotch              | NL5 (3 Wo.)NL | BEF24 (5 Wo.)BEF | Erstveröffentlichung: 17. März 2022 EP  |
| 2024 | Noodzakelijk verdriet Excelsior | NL1 Gold · (34 Wo.)NL | BEF1 (35 Wo.)BEF | Erstveröffentlichung: 12. Januar 2024   |
| 2024 | Live in Brussel Excelsior       | NL8 (1 Wo.)NL | BEF42 (2 Wo.)BEF | Erstveröffentlichung: 15. November 2024 |

### Lieder
| Jahr | Titel Interpreten                      | Höchstplatzierung, Gesamtwochen, AuszeichnungChartplatzierungen (Jahr, Titel, Interpreten, Platzierungen, Wochen, Auszeichnungen, Anmerkungen) | Höchstplatzierung, Gesamtwochen, AuszeichnungChartplatzierungen (Jahr, Titel, Interpreten, Platzierungen, Wochen, Auszeichnungen, Anmerkungen) | Anmerkungen                           |
| Jahr | Titel Interpreten                      | NL | BEF | Anmerkungen                           |
| ---- | -------------------------------------- | --- | --- | ------------------------------------- |
| 2022 | Nooit meer spijt S10 featuring Froukje | NL32 Gold · (6 Wo.)NL | — |                                       |
| 2024 | Ik haat hem voor jou S10 & Froukje     | NL11 Gold · (8 Wo.)NL | BEF50 Gold · (1 Wo.)BEF | Erstveröffentlichung: 29. August 2024 |
| 2025 | Hart in brand Froukje & S10            | NL13 (… Wo.)NL | BEF39 (… Wo.)BEF | Erstveröffentlichung: 22. April 2025  |

Weitere Lieder
- Licht en donker (2020)
- Onbezonnen (2021, NL: Gold)
- Ik wil dansen (2021, NL: Gold)
- Niets tussen (2021, NL: Gold)
- Een teken (2021, NL: Gold)
- Zonder gezicht (featuring S10, 2022)
- Uitzinnig (2022)
- Als ik God was (2023)
- Naar het licht (2023)
- Kwijt (2024)
- Nu ik niet meer over je schrijf (2024)
- Onbesproken (2024)